# 吸着効果トランジスタ
吸着効果トランジスタ（きゅうちゃくこうかトランジスタ、Adsorption–Effect Transistor, AET）は、一種の電界効果トランジスタである。

## 概要
構造は通常の電界効果トランジスタと似ているが増幅作用よりもセンシングを目的としている。

## 構造
300-500℃ で作動するので耐熱・耐酸化性を要するので，酸化亜鉛(ZnO)等の酸化物半導体を焼結して製造する。分子が素子に吸着することにより、ドレイン、ソース間に流れる電流が変化する。

## 用途
高周波スイッチング素子や増幅素子として使用される類似の構造を有する電界効果トランジスタとは異なり、主にガスセンサ等の用途に使用される。